# Volta a Portugal de 1969
A 32ª edição da Volta a Portugal em Bicicleta ("Volta 69") decorreu entre os dias 14 e 31 de Agosto de 1969. Composta por 27 etapas.

## Equipas
Participaram 68 ciclistas de 7 equipas:
- Ambar
- Benfica
- Coelima
- FC Porto
- Gin. Tavira
- Sangalhos
- Sporting-GazCidla

## Etapas
| nº        | Data         | Etapa                                         | km      | Vencedor da etapa                                                  | Camisola Amarela                                                  |
| 1ª etapa  | 14 de Agosto | Pista das Antas (C/R por equipas)             | 9       | Emiliano Dionísio (Sporting-GazCidla)                              | Emiliano Dionísio (Sporting-GazCidla)                             |
| 2ª etapa  | 15 de Agosto | Guardeiras - Azurara1 (C/R individual)        | 12      | António Graça (Gin. Tavira)                                        | Fernando Mendes (Benfica)                                         |
| 3ª etapa  | 15 de Agosto | Circuito de Vila do Conde                     | 60      | Emiliano Dionísio (Sporting-GazCidla)                              | Emiliano Dionísio (Sporting-GazCidla)                             |
| 4ª etapa  | 16 de Agosto | Vila do Conde - Guimarães                     | 214     | Vítor Rocha (Sporting-GazCidla)                                    | José Azevedo (FC Porto)                                           |
| 5ª etapa  | 17 de Agosto | Guimarães - Chaves                            | 141     | Joaquim Coelho (Ambar)                                             | José Azevedo (FC Porto)                                           |
| 6ª etapa  | 18 de Agosto | Chaves - Bragança                             | 100     | Hubert Niel (FC Porto) / João Pinhal (Benfica)2                    | José Azevedo (FC Porto)                                           |
| 7ª etapa  | 18 de Agosto | Bragança - Vila Real 3                        | 141     |                                                                    |                                                                   |
| 8ª etapa  | 19 de Agosto | Vila Real - Porto                             | 104     | Leonel Miranda (Sporting-GazCidla)                                 | José Azevedo (FC Porto)                                           |
| 9ª etapa  | 19 de Agosto | Pista das Antas (C/R por equipas)             | 9       | Fernando Mendes (Benfica)                                          | José Azevedo (FC Porto)                                           |
| 10ª etapa | 20 de Agosto | Porto - Viseu                                 | 214     | António Teixeira (Gin. Tavira)                                     | António Teixeira (Gin. Tavira)                                    |
| 11ª etapa | 21 de Agosto | Viseu - Aveiro (Metalúrgica Casal)            | 122     | Fernando Mendes (Benfica)                                          | António Teixeira (Gin. Tavira)                                    |
| 12ª etapa | 21 de Agosto | Pista de Sangalhos (Perseguição individual)   | 1,25    | Celestino Oliveira (Sangalhos)                                     | António Teixeira (Gin. Tavira)                                    |
| 13ª etapa | 22 de Agosto | Esgueira - Caldas da Rainha                   | 186     | Fernando Mendes (Benfica)                                          | Fernando Mendes (Benfica)                                         |
| 14ª etapa | 23 de Agosto | Caldas da Rainha - Lisboa                     | 119     | Leonel Miranda (Sporting-GazCidla)                                 | Fernando Mendes (Benfica)                                         |
| 15ª etapa | 23 de Agosto | Pista de Alvalade                             | 9       | Emiliano Dionísio (Sporting-GazCidla)                              | Fernando Mendes (Benfica)                                         |
| 16ª etapa | 24 de Agosto | Lisboa4 - Grândola                            | 143     | Leonel Miranda (Sporting-GazCidla)                                 | Fernando Mendes (Benfica)                                         |
| 17ª etapa | 25 de Agosto | Grândola - Loulé                              | 163     | Manuel Mestre (Gin. Tavira)                                        | Fernando Mendes (Benfica)                                         |
| 18ª etapa | 25 de Agosto | Pista de Loulé                                | 2       | Joaquim Andrade (Sangalhos)                                        | Fernando Mendes (Benfica)                                         |
| 19ª etapa | 26 de Agosto | Loulé - Tavira                                | 125     | Leonel Miranda (Sporting-GazCidla)                                 | Fernando Mendes (Benfica)                                         |
| 20ª etapa | 26 de Agosto | Pista de Tavira                               | 8,4     | Hubert Niel (FC Porto)                                             | Fernando Mendes (Benfica)                                         |
| 21ª etapa | 27 de Agosto | Monte Gordo - Évora                           | 206     | Leonel Miranda (Sporting-GazCidla)                                 | Fernando Mendes (Benfica)                                         |
| 22ª etapa | 28 de Agosto | Évora - Alcains                               | 195     | Joaquim Moreira (Coelima)                                          | Fernando Mendes (Benfica)                                         |
| 23ª etapa | 29 de Agosto | Alcains - Seia                                | 102     | Mário Silva (FC Porto)                                             | Joaquim Andrade (Sangalhos)                                       |
| 24ª etapa | 30 de Agosto | Seia - Avelar                                 | 157     | Leonel Miranda (Sporting-GazCidla)                                 | Joaquim Andrade (Sangalhos)                                       |
| 25ª etapa | 30 de Agosto | Avelar - Abrantes                             | 78      | Herculano Oliveira (Sangalhos)                                     | Joaquim Andrade (Sangalhos)                                       |
| 26ª etapa | 31 de Agosto | Abrantes - Cartaxo                            | 86      | Wilson de Sá (Ambar)                                               | Joaquim Andrade (Sangalhos)                                       |
| 27ª etapa | 31 de Agosto | Vila Franca de Xira - Lisboa (C/R individual) | 35      | Joaquim Agostinho (Sporting-GazCidla) Joaquim Andrade (Sangalhos)5 | Joaquim Agostinho (Sporting-GazCidla) Joaquim Andrade (Sangalhos) |
|           |              | Total de Km.                                  | 2.616,4 |                                                                    |                                                                   |

1 Originalmente marcada entre Padrão da Légua e Azurara, esta etapa foi alterada para circular entre Guardeiras e Vila do Conde; finalmente a organização decidiu-se por ter a etapa entre Guardeiras e Azurara.
2 Os dois ciclistas terminaram a etapa em absoluta igualdade, com a organização a dar a vitória a ambos.
3 Etapa suspensa aos 76 quilómetros e posteriormente anulada, devido ao desinteresse dos ciclistas, em desacordo com o valor dos prémios e das multas.
4 Partida real da etapa dada na Cova da Piedade.
5 A etapa é ganha por Joaquim Agostinho; todavia é desclassificado após acusar positivo no controlo anti-doping, com a vitória a ser atribuída ao segundo classificado Joaquim Andrade.

## Classificações Finais

### Geral individual
| Lugar | Nome               | Nacionalidade | Equipa            | Tempo       |
| DSQ   | Joaquim Agostinho  | Portugal      | Sporting-GazCidla | 73h 49' 30" |
| 01º   | Joaquim Andrade    | Portugal      | Sangalhos         | 73h 50' 16" |
| 02º   | Fernando Mendes    | Portugal      | SL Benfica        | + 1' 14"    |
| 03º   | Mário Silva        | Portugal      | FC Porto          | + 2' 03"    |
| 04º   | Firmino Bernardino | Portugal      | Sporting-GazCidla | + 7' 06"    |
| 05º   | Luís Pacheco       | Portugal      | FC Porto          | + 8' 55"    |
| 06º   | José Azevedo       | Portugal      | FC Porto          | + 11' 58"   |
| 07º   | Joaquim Leão       | Portugal      | FC Porto          | + 13' 37"   |
| 08º   | Joaquim Agostinho  | Portugal      | Sporting-GazCidla | + 14' 14"   |
| 09º   | Antonio Graca      | Portugal      | Gin. Tavira       | + 15' 05"   |
| 10º   | Américo Silva      | Portugal      | SL Benfica        | + 15' 12"   |

- A Volta a Portugal de 1969 foi vencida por Joaquim Andrade da equipa Sangalhos, devido ao resultado positivo de uma analise anti-doping de Joaquim Agostinho, e sua consequente desclassificação (foi acrescentada uma penalização de 15 minutos ao tempo do ciclista do Sporting, que caiu para o 8º lugar), alcançando assim a sua única vitória.

- Joaquim Agostinho evidenciou espetacularmente as suas extraordinárias qualidade de ciclista, ainda que com um epílogo embaraçante.

### Equipas
| Lugar | Equipa            | Tempo        |
| -     | Sporting-GazCidla | 221h 44' 50" |
| 1º    | FC Porto          | 221h 47' 48" |
| 2º    | Benfica           | + 10' 50"    |
| 3º    | Sporting-GazCidla | + 12' 02"    |

Por equipas venceu o FC Porto, tendo a equipa portista somado melhor tempo geral na oficialização dos resultados, devido ao caso do doping de Joaquim Agostinho.

### Pontos
| Lugar | Ciclista          | Equipa            | Pontos |
| 1º    | Leonel Miranda    | Sporting-GazCidla | 147    |
| 2º    | Fernando Mendes   | Benfica           | 122,6  |
| 3º    | Joaquim Agostinho | Sporting-GazCidla | 96     |

### Montanha
| Lugar | Ciclista        | Equipa    | Pontos |
| 1º    | Joaquim Andrade | Sangalhos | 26     |
| 2º    | Fernando Mendes | Benfica   | 26     |
| 3º    | Mário Silva     | FC Porto  | 17     |

### Metas Volantes
| Lugar | Ciclista           | Equipa            | Pontos |
| 1º    | Pedro Moreira      | Benfica           | 28     |
| 2º    | Manuel Mestre      | Gin. Tavira       | 14     |
| 3º    | Firmino Bernardino | Sporting-GazCidla | 12     |

### Combinado
1º Lugar - Fernando Mendes (Benfica)

## Ciclistas
Partiram: 68; Desistiram: 20; Terminaram: 48.
Media: 35,429 Km/h